# Telefon satelitarny
Telefon satelitarny – urządzenie zapewniające łączność głosową i przesyłanie danych w obu kierunkach z wykorzystaniem sztucznych satelitów Ziemi. Bezpośrednia łączność między urządzeniem końcowym, a więc telefonem oraz satelitą jest zapewniona drogą radiową. Tak więc połączenie może być nawiązane również na obszarach niepokrytych zasięgiem przez sieci telefonii komórkowej jak np. morza, pustynie. Satelita przekazuje dane do stacji naziemnych, gdzie są dalej przekazywane do innych sieci telefonicznych.

## Historia telefonii satelitarnej

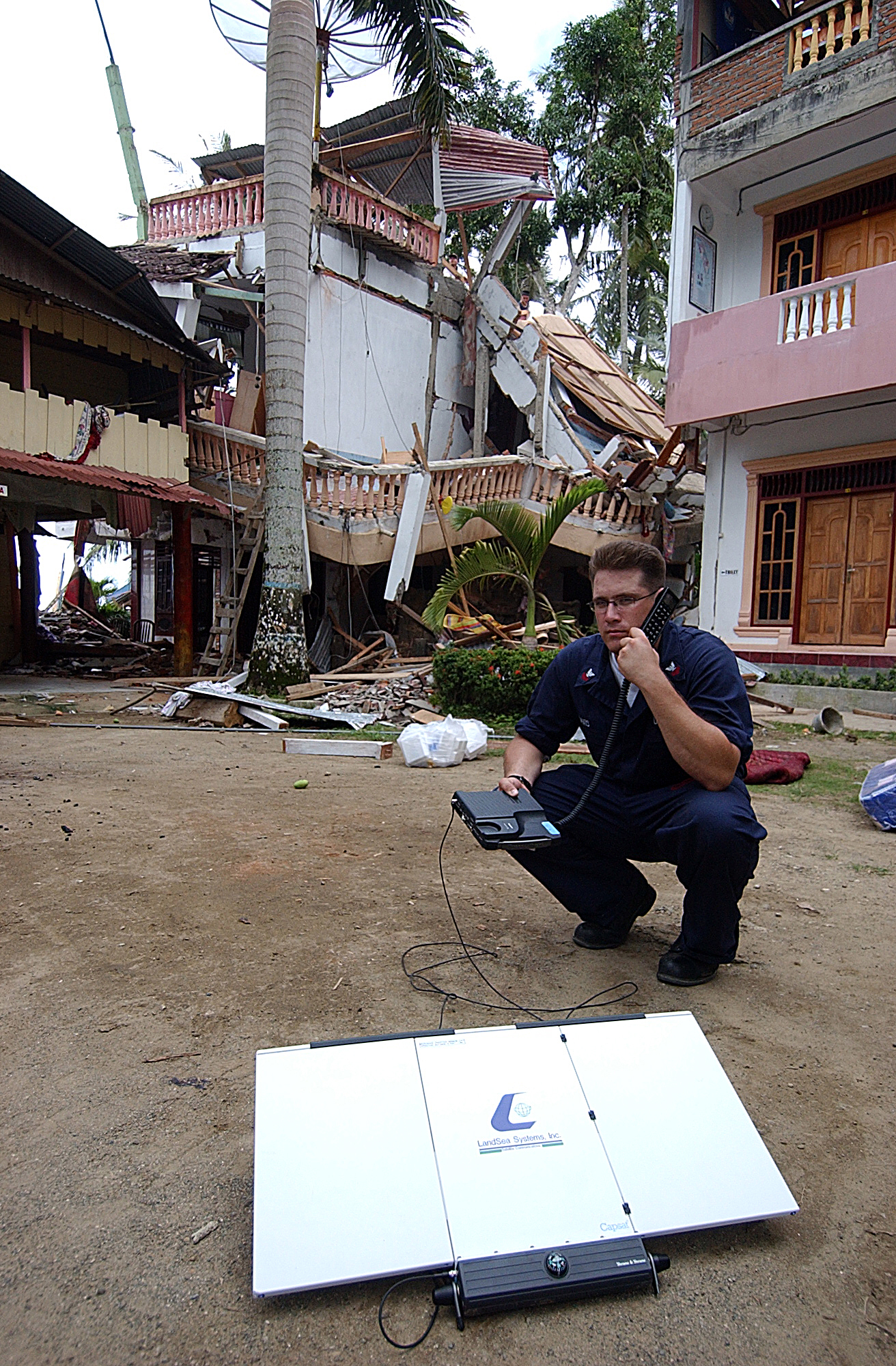
Telefon satelitarny firmy Inmarsat

Już pod koniec lat siedemdziesiątych używano sztucznych satelitów do komunikacji. Urządzenia nadawczo-odbiorcze były jednak wtedy duże i nieporęczne a przez to nieprzenośne. Jako pierwsza organizacja Inmarsat zbudowała i udostępniła od 1982 system umożliwiający użycie przenośnych urządzeń nadawczo-odbiorczych, stosowanych wtedy głównie do komunikacji morskiej. Od 1989 pojawiły się urządzenia przenośne w ściślejszym tego słowa znaczeniu a przeznaczone do użytku na lądzie. 

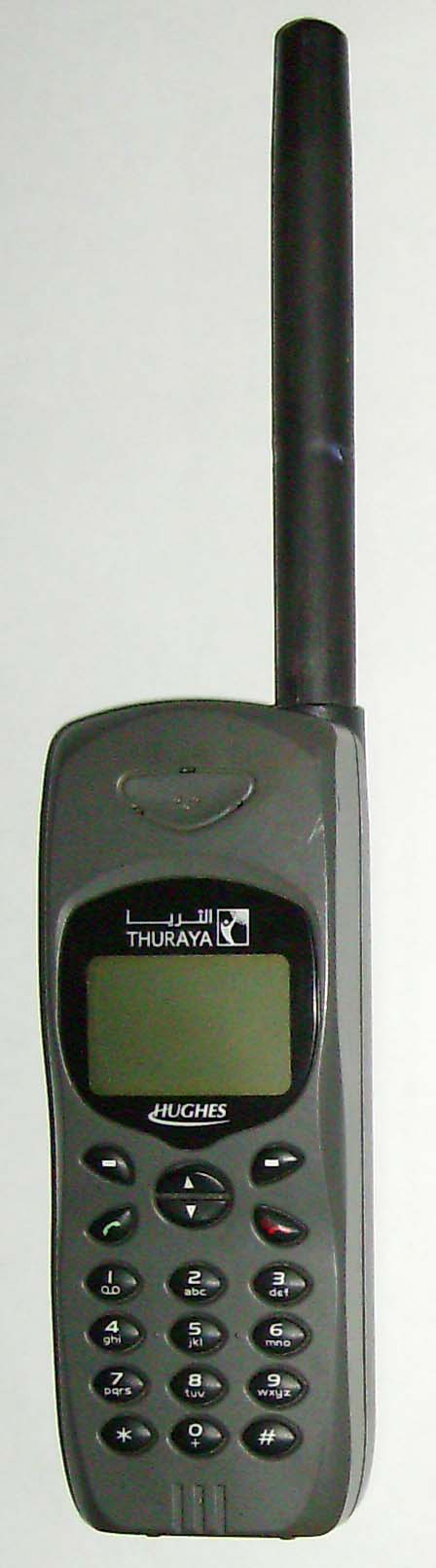
Telefon satelitarny firmy Thuraya

Pod koniec lat osiemdziesiątych używano w Kanadzie telefonii satelitarnej do zapewnienia komunikacji w tym ogromnym a jednocześnie słabo zaludnionym kraju. Wykorzystywano przy tym zaletę systemu satelitarnej telefonii, jaką jest brak konieczności budowy i utrzymywania infrastruktury naziemnej. Prawie jednocześnie ruszył w Stanach Zjednoczonych analogiczny system. Używano wtedy satelitów wokółziemskich na orbicie geostacjonarnej.
Od 1985 Motorola rozwijała system komunikacji Iridium, w ramach którego satelity obiegają Ziemię od bieguna do bieguna. 
Ważnym etapem w rozwoju telefonii satelitarnej było przejście na satelity obiegające ziemię na znacznie mniejszej wysokości (LEO i MEO), co pozwala na zmniejszenie mocy urządzeń nadawczo-odbiorczych. Dopiero ta generacja telefonów satelitarnych przypomina wielkością telefony komórkowe. Telefonia satelitarna w przeciwieństwie do komórkowej nie ma charakteru powszechnego i również ze względów ekonomicznych jest stosowana przede wszystkim tam, gdzie inne metody komunikacji są niemożliwe lub utrudnione.
W komunikacji między telefonem a satelitą wykorzystywany jest jeden z dwóch szyfrów strumieniowych GMR-1 lub GMR-2 (Inmarsat). W 2012 roku zespół z Ruhr-Universität Bochum poinformował o ich odtworzeniu metodą inżynierii odwrotnej. W obu znaleziono poważne słabości, przy czym GMR-1 można łatwo złamać dysponując jedynie zaszyfrowanym sygnałem z podsłuchu.

## Numery kierunkowe
Telefony satelitarne mają albo własne międzynarodowe numery kierunkowe, jak na przykład: Inmarsat +870 do +874, Thuraya +88216 czy Iridium +881 6 oraz +881 7, bądź też ich numery są zintegrowane z narodowymi numerami telefonicznymi np. Globalstar.

## Obecne systemy
| System     | Zasięg                                               | Telefonia | SMS | Dane           | Rodzaj satelity         | Grupa klientów                  |
| ---------- | ---------------------------------------------------- | --------- | --- | -------------- | ----------------------- | ------------------------------- |
| Iridium    | cała Ziemia                                          | tak       | tak | 2,4 kbit/s     | LEO                     | 160 000                         |
| Thuraya    | Europa, Afryka Płn., Bliski i Środkowy Wschód, Indie | tak       | tak | 9,6 kbit/s     | satelity geostacjonarne | 250 000 plus klienci w roamingu |
| Globalstar | cała Ziemia bez okolic podbiegunowych i mórz         | tak       | tak | 9,6 kbit/s     | LEO                     |                                 |
| Inmarsat   | cała Ziemia bez okolic podbiegunowych                | tak       |     | 2,4–420 kbit/s | satelity geostacjonarne |                                 |
| ACeS       | Azja                                                 | tak       | tak | 9,6 kbit/s     | satelity geostacjonarne |                                 |